# Forte Crispi
Il Forte Crispi, che prende il nome dal politico Francesco Crispi, sostituì il vecchio nome Batteria Menaja o Minaja. Fa parte delle fortificazioni Umbertine costruite sul finire del XIX secolo per fortificare il territorio strategico dello Stretto di Messina, che aveva altre fortificazioni risalenti all'epoca dell'imperatore Carlo V.

## Storia

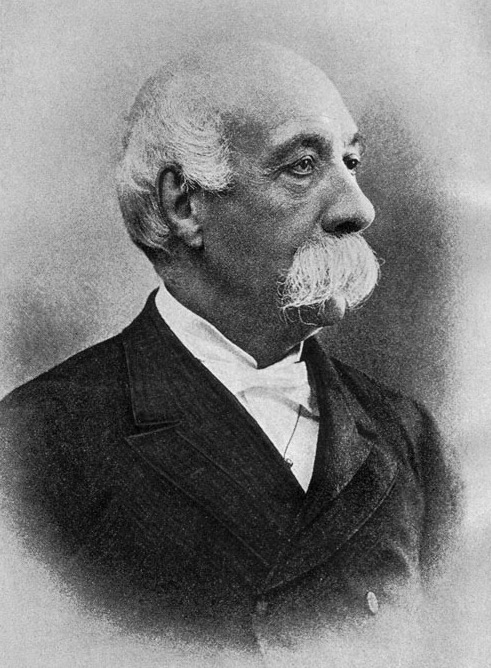
Francesco Crispi, il politico da cui il forte prende il nome.

Il forte, costruito intorno al 1890, si trova in una posizione altamente strategica, affacciato sul Mar Ionio e sul borgo Pace a est. A nord-ovest si trovano il Campo Italia e il Campo degli Inglesi, mentre a sud-ovest dista poco dall'Annunziata Alta. La sua posizione lo rendeva un punto strategico per il controllo dello Stretto da nord a sud. Questa collocazione venne sfruttata come postazione contraerea durante i conflitti mondiali.
Nel 1943 il forte ospitò diverse batterie di artiglieria italiane e tedesche, con pezzi 90 Ansaldo e 88 mm Flak. Aveva il compito di difendere i punti d’imbarco scelti dagli italo-tedeschi per il passaggio di uomini e mezzi verso la Calabria.

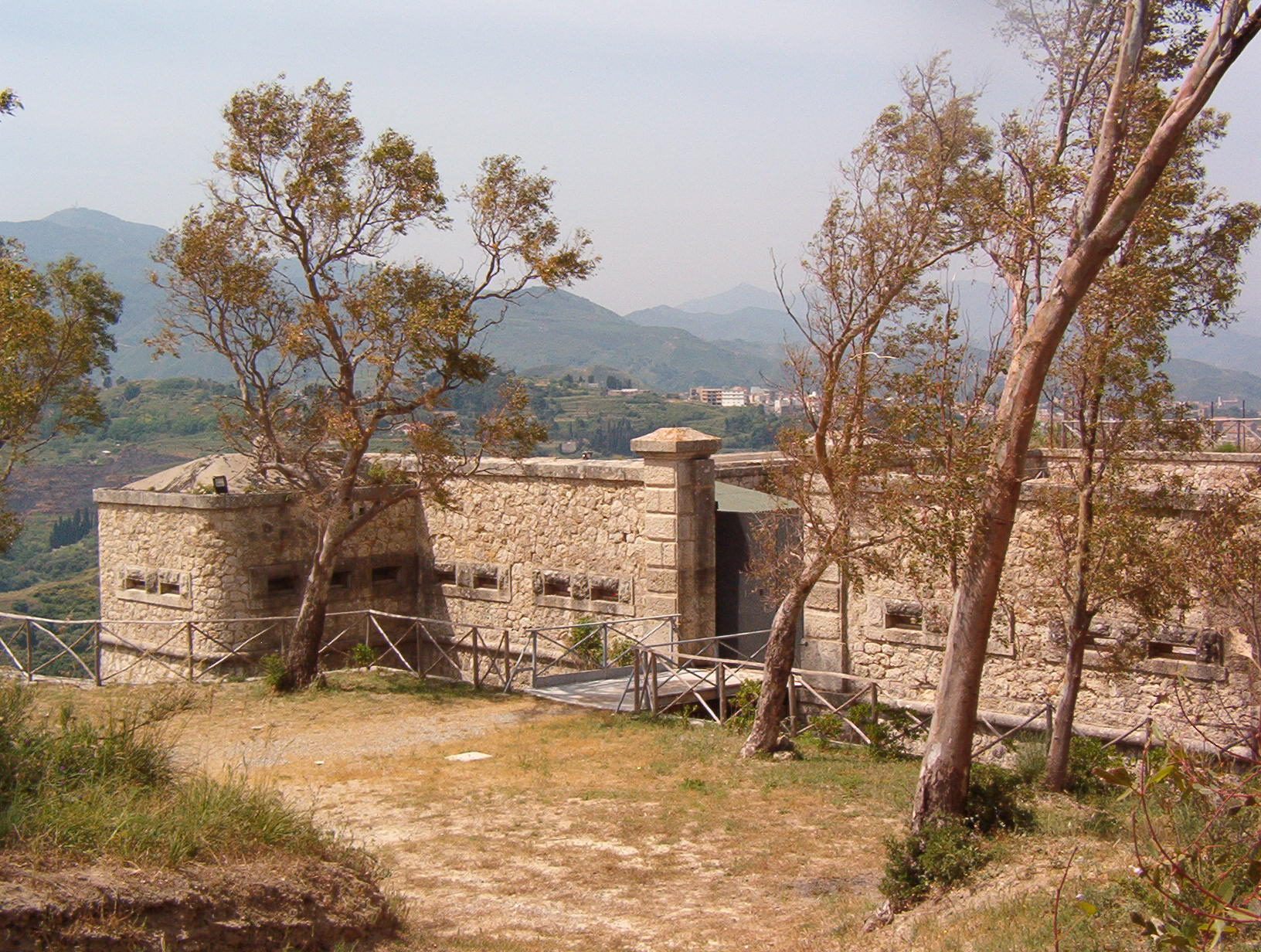
Forte dei Centri, uno dei forti appartenenti al sistema delle fortificazioni Umbertine.

La struttura fu pesantemente danneggiata durante i bombardamenti alleati, che causarono la completa distruzione del muro d’ingresso e del portone. Dopo il secondo conflitto mondiale, il luogo venne abbandonato. Sebbene sia ancora area militare de iure, di fatto non è sorvegliato.
Successivamente, il forte fu vandalizzato e subì al suo interno la costruzione abusiva di fabbricati per l’allevamento del bestiame, in seguito dismessi. Al dicembre 2024 il forte è totalmente disabitato e si trova in uno stato di grave degrado.
Negli ultimi anni sono state proposte diverse idee per la rigenerazione della fortificazione, ma nessuna è stata realizzata. Il forte è raramente visitato, se non da escursionisti e curiosi.

## Nella cultura di massa
Nel 2007, il Forte Crispi è stato partecipe nel film La vita rubata diretto da Graziano Diana. Esso racconta gli eventi che portarono alla tragica scomparsa e morte di Graziella Campagna, una giovane ragazza di Saponara, uccisa dalla mafia siciliana. Nella realtà, il corpo della ragazza fu ritrovato dal fratello presso il Forte Campone. Tuttavia, nel film, probabilmente per motivi di regia o narrativi, viene rappresentato il ritrovamento nel Forte Crispi.
Inoltre, nella pellicola si può notare che, all’epoca delle riprese, pur trovandosi in uno stato pietoso di conservazione, il forte presentava ancora molte mura delle passate costruzioni abusive (attualmente abbattute). Si possono inoltre osservare delle sezioni del forte che oggi risultano in gran parte semi-sepolte dai sedimenti.